# ばんえい記念
ばんえい記念（ばんえいきねん）は、帯広市が帯広競馬場で開催するばんえい競馬の重賞競走（BG1）である。農林水産大臣より寄贈賞の提供を受けており、名称は「農林水産大臣賞典 ばんえい記念（のうりんすいさんだいじんしょうてん ばんえいきねん）」と表記される。

## 概要

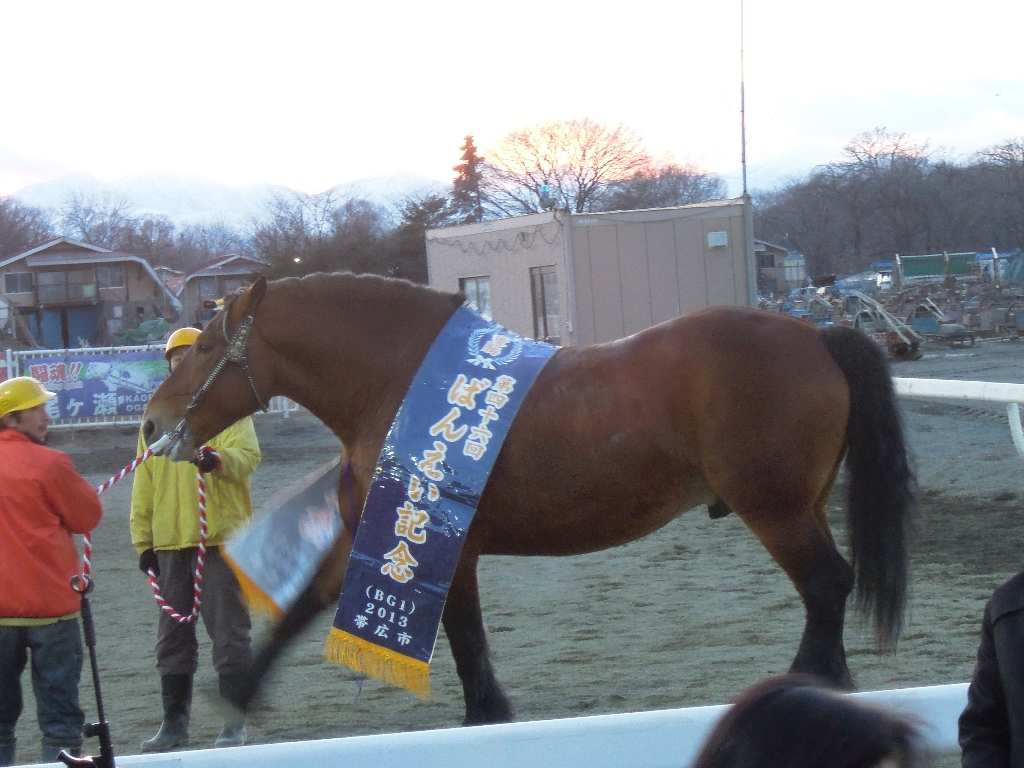
第46回（2014年）優勝馬・インフィニティーの表彰式

毎年度のばんえい最強馬を決定すると共に、開催年度の締めくくりを飾る重賞競走。1968年に創設され、現存するばんえい競馬の重賞競走では最も歴史が長い。なお、これ以前にも開催年度末に同様の競走は行われていたが、記録が残っていないことなどの理由から本競走には含めていない。
2003年度より制定された「ばんえいグレード」ではBG1に格付けされており、馬はもとより騎手や調教師にとっても本競走を制することが最大の目標とされる。また、「NARグランプリばんえい最優秀馬」にも本競走の優勝馬が多く選ばれ、選定上重要な要素となっている。
創設から1997年度（1998年）までは「農林水産大臣賞典（のうりんすいさんだいじんしょうてん。「大臣賞」と略されることもある）」の名称で施行していた。長年使用していた名残から、以後も「大臣賞」の表現が時折使われることがある。旧名称で施行していた時期は回次を表示しておらず、1998年度（1999年）より現名称に改称した際、初めて「（創設時から通算して）第31回」と表示された（記事内では「各回競走結果の出典」に基き、1998年までの競走にも回次を表記している）。改称後も引き続き農林水産大臣賞典は提供される。なお2015年度（2016年）は不祥事の発生により農林水産大臣賞を返上した。
1987年までは帯広のほか北見・旭川・岩見沢の各競馬場が持ち回りで施行していたが、1988年以降は帯広に固定された。
施行時期は当初10月-11月で定着していたが開催日程の延長に伴い順次延期され、1994年度から年明けの1月に開催、1998年度（1999年）からは2月開催に変更された後、2005年度（2006年）からは通年開催の実施に伴い3月の開催となった。
広域場外発売も通常より拡大されたり、全国発売される場合がある。なお、発売箇所については主催者発表などで確認のこと。

### 競走条件

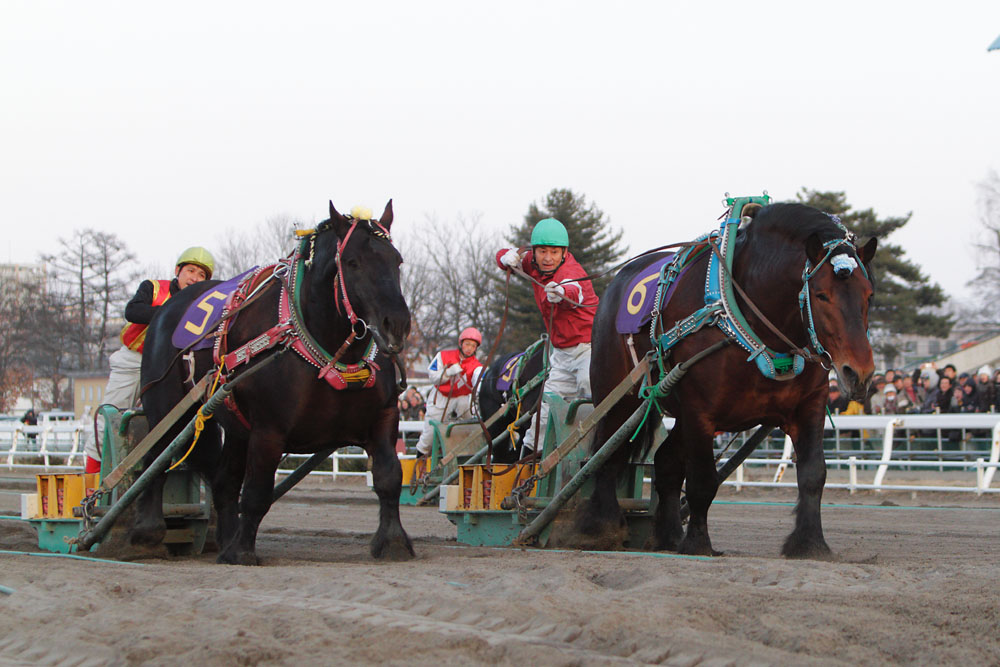
カネサブラックとニシキダイジンによるゴール前の競り合い（第42回）

以下の内容は、2024年度（2025年）のもの。
- 出走資格：4歳以上オープン
  - 4歳以上でB4以上に格付けされている馬から、出走希望を受け付けて編成。
  - 希望頭数が10頭を超えた場合は、希望馬から通算収得賞金順に編成。
  - 出走希望馬が10頭に満たない場合は、通算収得賞金順に補充して編成する場合がある。
- ばんえい重量：定量（1000kg。4・5歳990kg、牝馬20kg減）[1]
  - ばんえい競馬の全競走を通じて、最高重量が設定されている。

### 賞金
1着1000万円、2着400万円、3着300万円、4着200万円、5着100万円。

#### 1着賞金の変遷
- 第1回：20万円[8]
- 第2回・第3回：不明
- 第4回：100万円[9]
- 第5回：120万円[10]
- 第6回：150万円[11]
- 第7回：300万円[11]
- 第8回：400万円[11]
- 第9回 - 第11回：500万円[11]
- 第12回：600万円[11]
- 第13回 - 第15回：650万円[11]
- 第16回 - 第21回：700万円[11]
- 第22回 - 第35回：1000万円[11]
- 第36回 - 第39回：700万円[11]
- 第40回 - 第44回：500万円[11]
- 第45回：300万円[11]
- 第46回：500万円[11]
- 第47回：800万円[11]
- 第48回：900万円[11]
- 第49回 -：1000万円[11]

1着賞金は回を重ねるに連れ増額され、第22回以降は1000万円だったが、第35回以降減少に転じ、第45回（2013年）では300万円にまで削減された（ばんえい競馬へ寄せられた寄付金をもとに、賞金とは別に1着馬に対して200万円の特別報奨金が設定された）。第46回（2014年）は優勝賞金が再び500万円に戻され、第47回（2015年）では800万円に増額。そして第49回（2017年）は優勝賞金が再び1000万円に戻された。

### 特色

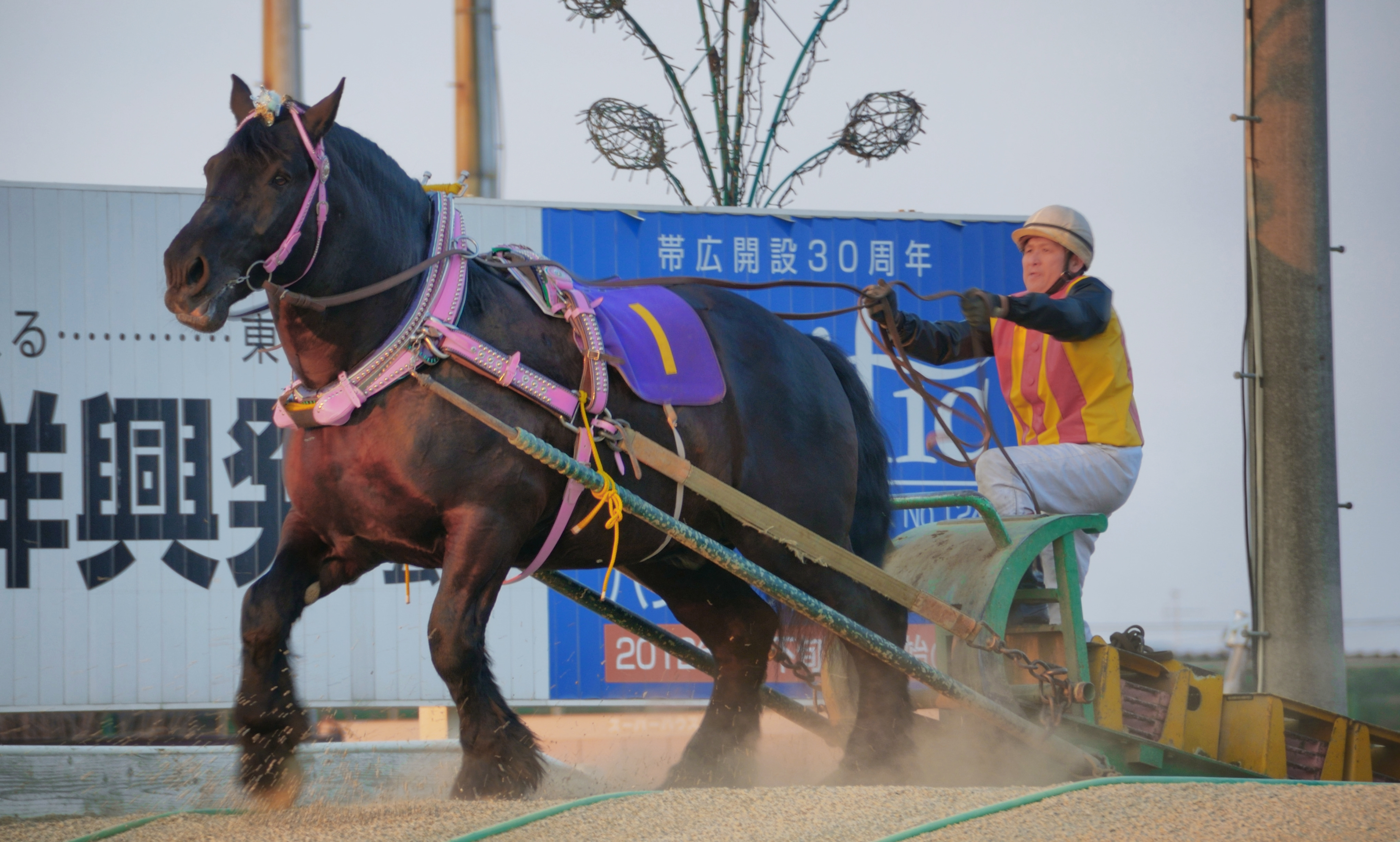
先頭で第2障害を越えるカネサブラック（2013年）

ばんえい競馬の中でも特殊な競走条件で行われることから、2003年から2006年まで4連覇したスーパーペガサス、2007年から2009年まで3連覇したトモエパワーなど同一馬による複数回優勝の例が多い。牝馬の優勝馬はダイニミハル（1974年・1976年）とキヨヒメ（1979年・1981年・1982年）の2頭のみで、特に最高1000kgで行われるようになった1977年以降ではキヨヒメのみ。高齢馬が強く、優勝馬の平均馬齢は第39回（2007年）までで8.28歳。第46回（2014年）終了時現在で4歳（旧5歳）馬の優勝はなく、5歳（旧6歳）馬が優勝したのも第2回・第12回・第21回・第22回の4度のみ。

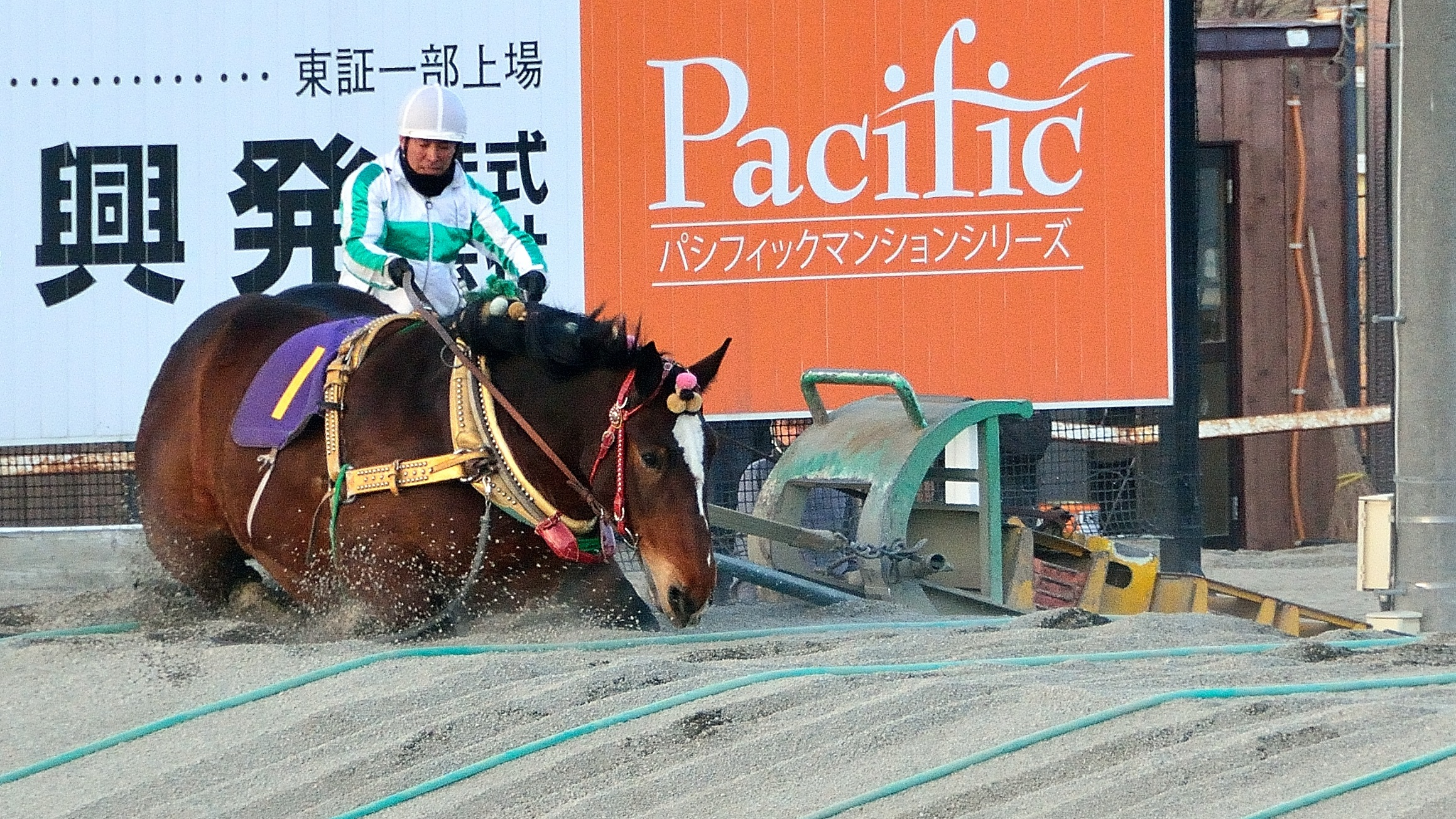
第2障害でうずくまるフクドリ（第48回）

優勝タイムも3分を切ることは少なく、多くの場合は3分-4分以上かかるほか、長い場合は優勝タイムが5分を超えることもあり、日本の公営競技では優勝タイムが長くかかる競走のひとつである。最高重量1000kgで行われるようになった1977年以降、優勝タイムが3分未満だったのは6回（1979年・1980年・1992年・2012年・2021年・2022年）しかない。優勝タイムが5分を超えたケースは1977年以降だけでみると3回、1976年以前も含めれば6回ある。2007年度（2008年）の優勝タイムは5分35秒8で、最高重量1000kgで行われるようになった1977年以降では最も遅い。また、スタートから最下位の馬が入線するまで（レース全体）の所要時間も大半が5分以上かかっており、近年は7分を超えるケースが多いほか、さらに長い場合は10分前後かかることもある。このためレース全体の所要時間としては全公営競技を通じて最長となり、重賞の勝ち馬であっても完走すら難しく、文字通りの過酷な競走である。通常の競走ではどの馬も概ね第1障害を難なく通過するが、このばんえい記念では第1障害ですら通過に手間取る馬がみられることもある。全馬が入線するまで見届けようとする観客も多くおり、最後の馬が入線した際には場内から拍手が起こることもある。このような特殊性から、実況アナウンサーの大滝翔は本競走を「世界一長い1ハロン戦」と称している。

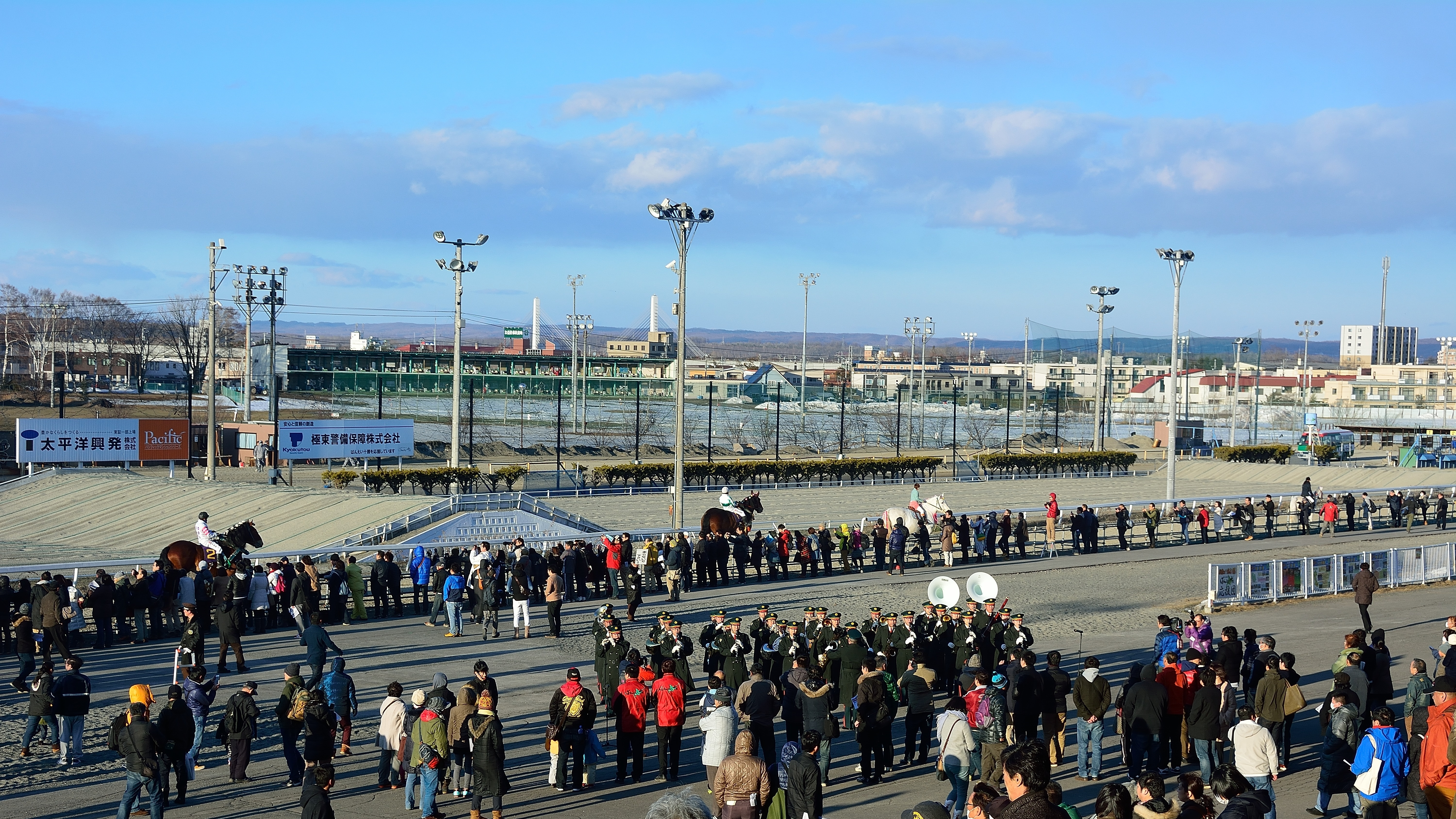
本馬場入場で演奏隊が生演奏を行っている風景（第48回）

発走前に演奏するファンファーレは、帯広単独開催となった2007年度（2008年）より陸上自衛隊第5音楽隊（帯広駐屯地）による生演奏が通例となっている（2011年は東日本大震災の救援活動のため前年の音声を使用）。このばんえい記念では、現在のばんえい重賞競走用ファンファーレとリニューアル前の旧重賞ファンファーレを併用し、旧ファンファーレ→現ファンファーレの順に2曲続けての生演奏を行っている。2019年は現ファンファーレのみ演奏されたが、2020年以降は再び旧ファンファーレ→現ファンファーレで生演奏された。
2020年は、新型コロナウイルス感染予防のために無観客レースとなった。
レースで使用されるゼッケンは、2017年までは他重賞と同様ビニールゼッケンが使用されていたが、2018年からは本競走にて特別仕様として回次・レース名・馬名が入ったフェルト製ゼッケンが採用された（後にBG1競走においても採用）。

## 歴代優勝馬
前述の通り、1998年までは正式な回次がなかったため、検索の便宜上第1回-第30回までの回次を※印つきで表示している。
競走名は※第30回まで「農林水産大臣賞典」、第31回より「ばんえい記念」。
優勝馬の馬齢は2000年まで旧表記、2001年以降は現表記。
競走条件は1969年まで甲級、1973年までA級、1974年は6歳以上オープン、1975年から1993年は4歳以上オープン。
| 回数    | 施行日         | 競馬場 | 天候 | 馬場 水分 | 優勝馬             | 性齢 | ばんえい 重量 | タイム | 優勝騎手   | 管理調教師       |
| ------- | -------------- | ------ | ---- | --------- | ------------------ | ---- | ------------- | ------ | ---------- | ---------------- |
| ※第1回  | 1968年8月3日   | 岩見沢 | 晴   | 稍重      | トーホクイチ       | 騸8  | 850           | 5:07.3 | 遠藤久夫   | 遠藤久夫         |
| ※第2回  | 1969年10月19日 | 旭川   | 晴   | 軽        | ハルトカチ         | 騸6  | 1100          | 6:10.6 | 中西関松   | 中西関松         |
| ※第3回  | 1970年11月1日  | 岩見沢 | 曇   | 軽        | ハルトカチ         | 騸7  | 900           | 3:48.9 | 中西関松   | 中西関松         |
| ※第4回  | 1971年10月10日 | 旭川   | 晴   | 軽        | シヤリイチ         | 騸10 | 850           | 5:50.0 | 平田正一   | 平田正一         |
| ※第5回  | 1972年11月3日  | 岩見沢 | 晴   | 軽        | シヤリイチ         | 騸11 | 850           | 3:47.5 | 山田勇作   | 山田勇作         |
| ※第6回  | 1973年9月2日   | 旭川   | 曇   | 軽        | カツタロー         | 騸7  | 700           | 2:35.2 | 金山明彦   | 野々宮重樹       |
| ※第7回  | 1974年11月3日  | 岩見沢 | 曇   | 6.0%      | ダイニミハル       | 牝9  | 740           | 2:26.9 | 木村卓司   | 木村与惣治       |
| ※第8回  | 1975年11月9日  | 帯広   | 雨   | 6.5%      | トクヨオーザ       | 騸8  | 760           | 2:29.7 | 山田勇作   | 山田勇作         |
| ※第9回  | 1976年10月24日 | 旭川   | 曇   | 3.0%      | ダイニミハル       | 牝11 | 640           | 4:02.3 | 木村卓司   | 木村与惣治       |
| ※第10回 | 1977年11月13日 | 帯広   | 晴   | 2.5%      | ニジヨウホウ       | 騸10 | 1000          | 4:12.0 | 木村卓司   | 木村与惣治       |
| ※第11回 | 1978年11月12日 | 北見   | 晴   | 1.3%      | ハクリユウ         | 牡7  | 1000          | 4:08.3 | 大友榮司   | 嘉見次夫         |
| ※第12回 | 1979年10月21日 | 旭川   | 晴   | 6.5%      | キヨヒメ           | 牝6  | 990           | 2:36.8 | 山田勇作   | 林正男           |
| ※第13回 | 1980年11月9日  | 岩見沢 | 雪   | 3.1%      | ダイケツ           | 牡7  | 1000          | 2:43.2 | 金山明彦   | 林正男           |
| ※第14回 | 1981年11月15日 | 帯広   | 雨   | 3.4%      | キヨヒメ           | 牝8  | 990           | 4:16.8 | 水上勲     | 林正男           |
| ※第15回 | 1982年11月21日 | 北見   | 曇   | 1.5%      | キヨヒメ           | 牝9  | 990           | 5:09.6 | 水上勲     | 林正男           |
| ※第16回 | 1983年10月23日 | 旭川   | 曇   | 3.3%      | キンタロー         | 牡7  | 1000          | 3:40.2 | 尾ケ瀬富雄 | 谷内二三松       |
| ※第17回 | 1984年10月28日 | 岩見沢 | 曇   | 7.0%      | ハイスピード       | 牡7  | 1000          | 3:07.6 | 工藤正男   | 松井浩           |
| ※第18回 | 1985年11月24日 | 帯広   | 晴   | 5.3%      | キンタロー         | 牡9  | 1000          | 3:53.7 | 尾ケ瀬富雄 | 谷内二三松       |
| ※第19回 | 1986年12月7日  | 北見   | 曇   | 2.4%      | キンタロー         | 牡10 | 1000          | 3:43.4 | 金山明彦   | 尾ケ瀬富雄       |
| ※第20回 | 1987年10月25日 | 旭川   | 曇   | 1.9%      | ハクマサヒカリ     | 牡10 | 920           | 4:15.2 | 皆川公二   | 前原芳郎         |
| ※第21回 | 1988年11月27日 | 帯広   | 雨   | 7.4%      | ニユーフロンテヤ   | 牡6  | 1000          | 3:20.4 | 久田守     | 前原芳郎         |
| ※第22回 | 1989年12月10日 | 帯広   | 晴   | 2.5%      | イエヤス           | 牡6  | 1000          | 5:32.2 | 西弘美     | （東川）山本幸一 |
| ※第23回 | 1990年12月24日 | 帯広   | 曇   | 2.3%      | タカラフジ         | 牡10 | 1000          | 4:37.3 | 久田守     | 小北定一         |
| ※第24回 | 1991年12月15日 | 帯広   | 晴   | 2.0%      | ヒカルテンリユウ   | 牡9  | 1000          | 4:42.5 | 金山明彦   | 大友栄司         |
| ※第25回 | 1992年12月23日 | 帯広   | 晴   | 7.0%      | テンシヨウリ       | 牡9  | 1000          | 2:59.1 | 藤本匠     | 田上忠夫         |
| ※第26回 | 1993年12月23日 | 帯広   | 曇   | 3.0%      | マルゼンバージ     | 牡8  | 1000          | 3:31.7 | 金山明彦   | 大友栄司         |
| ※第27回 | 1995年1月15日  | 帯広   | 晴   | 3.0%      | フクイチ           | 牡7  | 1000          | 4:02.6 | 西康幸     | 晴披孝治         |
| ※第28回 | 1996年1月28日  | 帯広   | 晴   | 2.7%      | マルゼンバージ     | 牡10 | 1000          | 4:33.1 | 金山明彦   | 大友栄司         |
| ※第29回 | 1997年1月26日  | 帯広   | 晴   | 2.5%      | フクイチ           | 牡9  | 1000          | 4:36.9 | 西弘美     | 山田勇作         |
| ※第30回 | 1998年1月25日  | 帯広   | 晴   | 4.7%      | フクイチ           | 牡10 | 1000          | 3:29.9 | 西弘美     | 山田勇作         |
| 第31回  | 1999年2月7日   | 帯広   | 曇   | 2.4%      | シマヅショウリキ   | 牡8  | 1000          | 3:59.2 | 藤野俊一   | 水上勲           |
| 第32回  | 2000年2月6日   | 帯広   | 曇   | 1.8%      | シマヅショウリキ   | 牡9  | 1000          | 3:58.8 | 藤野俊一   | 水上勲           |
| 第33回  | 2001年2月18日  | 帯広   | 晴   | 0.9%      | サカノタイソン     | 牡7  | 1000          | 3:42.3 | 大河原和雄 | 西邑春夫         |
| 第34回  | 2002年2月17日  | 帯広   | 曇   | 2.4%      | サカノタイソン     | 牡8  | 1000          | 4:16.4 | 藤本匠     | 西邑春夫         |
| 第35回  | 2003年2月16日  | 帯広   | 曇   | 2.2%      | スーパーペガサス   | 牡7  | 1000          | 4:19.8 | 岩本利春   | 大友栄人         |
| 第36回  | 2004年2月22日  | 帯広   | 雪   | 6.9%      | スーパーペガサス   | 牡8  | 1000          | 3:07.8 | 岩本利春   | 大友栄人         |
| 第37回  | 2005年2月20日  | 帯広   | 小雪 | 9.2%      | スーパーペガサス   | 牡9  | 1000          | 3:15.3 | 藤野俊一   | 大友栄人         |
| 第38回  | 2006年3月26日  | 帯広   | 晴   | 4.6%      | スーパーペガサス   | 牡10 | 1000          | 4:36.1 | 藤野俊一   | 大友栄人         |
| 第39回  | 2007年3月25日  | 帯広   | 晴   | 4.4%      | トモエパワー       | 牡7  | 1000          | 4:50.6 | 坂本東一   | 松井浩文         |
| 第40回  | 2008年3月23日  | 帯広   | 晴   | 0.6%      | トモエパワー       | 牡8  | 1000          | 5:35.8 | 西弘美     | 松井浩文         |
| 第41回  | 2009年3月29日  | 帯広   | 晴   | 2.3%      | トモエパワー       | 牡9  | 1000          | 4:50.8 | 西弘美     | 松井浩文         |
| 第42回  | 2010年3月28日  | 帯広   | 晴   | 4.6%      | ニシキダイジン     | 牡9  | 1000          | 4:24.8 | 藤野俊一   | 金田勇           |
| 第43回  | 2011年3月27日  | 帯広   | 晴   | 0.9%      | カネサブラック     | 牡9  | 1000          | 4:07.7 | 松田道明   | 松井浩文         |
| 第44回  | 2012年3月25日  | 帯広   | 曇   | 5.1%      | ニシキダイジン     | 牡11 | 1000          | 2:34.0 | 鈴木恵介   | 村上慎一         |
| 第45回  | 2013年3月24日  | 帯広   | 晴   | 1.8%      | カネサブラック     | 牡11 | 1000          | 3:43.1 | 松田道明   | 松井浩文         |
| 第46回  | 2014年3月23日  | 帯広   | 晴   | 2.7%      | インフィニティー   | 牡8  | 1000          | 4:13.2 | 浅田達矢   | 金田勇           |
| 第47回  | 2015年3月22日  | 帯広   | 曇   | 2.4%      | キタノタイショウ   | 牡9  | 1000          | 3:49.9 | 大河原和雄 | 服部義幸         |
| 第48回  | 2016年3月20日  | 帯広   | 晴   | 1.7%      | フジダイビクトリー | 牡8  | 1000          | 3:41.5 | 松田道明   | 金山明彦         |
| 第49回  | 2017年3月20日  | 帯広   | 晴   | 0.6%      | オレノココロ       | 牡7  | 1000          | 4:07.6 | 鈴木恵介   | 槻舘重人         |
| 第50回  | 2018年3月25日  | 帯広   | 晴   | 0.9%      | オレノココロ       | 牡8  | 1000          | 3:59.3 | 鈴木恵介   | 槻舘重人         |
| 第51回  | 2019年3月24日  | 帯広   | 晴   | 1.2%      | センゴクエース     | 牡7  | 1000          | 3:35.0 | 工藤篤     | 槻舘重人         |
| 第52回  | 2020年3月21日  | 帯広   | 晴   | 1.4%      | オレノココロ       | 牡10 | 1000          | 4:16.0 | 鈴木恵介   | 槻舘重人         |
| 第53回  | 2021年3月21日  | 帯広   | 小雨 | 2.7%      | ホクショウマサル   | 牡10 | 1000          | 2:43.4 | 阿部武臣   | 坂本東一         |
| 第54回  | 2022年3月20日  | 帯広   | 晴   | 4.8%      | メジロゴーリキ     | 牡8  | 1000          | 2:47.2 | 西謙一     | 松井浩文         |
| 第55回  | 2023年3月20日  | 帯広   | 晴   | 1.3%      | メムロボブサップ   | 牡7  | 1000          | 3:34.4 | 阿部武臣   | 坂本東一         |
| 第56回  | 2024年3月17日  | 帯広   | 雪   | 1.9%      | メジロゴーリキ     | 牡10 | 1000          | 2:55.0 | 鈴木恵介   | 松井浩文         |
| 第57回  | 2025年3月16日  | 帯広   | 雪   | 1.3%      | メムロボブサップ   | 牡9  | 1000          | 2:17.5 | 渡来心路   | 坂本東一         |

### 騎手の主な記録
2013年度（2014年）終了時までにおける騎手別の優勝回数は金山明彦が6勝で歴代最多。現役騎手では藤野俊一の5勝が最多となっている。

### 各回競走結果の出典
- 第1回から第46回：【第47回ばんえい記念】レースの歴史 - ばんえい競馬、2015年3月21日閲覧
- 1973年以降：ばんえい記念 歴代優勝馬 - 地方競馬全国協会
- 1972年：北海道ばんえい競走（No.3、P42） (PDF)  - 北海道市営競馬協議会、1973年5月
- 1971年：北海道輓曳競走（No.2、P22） (PDF)  - 北海道市営競馬協議会、1972年4月
- netkeiba.comより（最終閲覧日：2015年3月15日）
  - 農林水産大臣賞典
    - 1998年

  - ばんえい記念
    - 1999年、2000年、2001年、2002年、2003年、2004年、2005年、2006年、2007年、2008年、2009年、2010年、2011年、2012年、2013年、2014年、2015年、2016年